# Лугинківська сільська рада
Лугинківська сільська рада — колишня адміністративно-територіальна одиниця та орган місцевого самоврядування у Лугинському районі Житомирської області Української РСР з адміністративним центром у селі Лугинки.

## Населені пункти
Сільській раді на час ліквідації були підпорядковані населені пункти:
- с. Лугинки
- с. Крупчатка

## Історія та адміністративний устрій
Створена 1941 року, в складі сіл Лугинки та Рудня-Крупчатка (згодом — Крупчатка) Лугинської сільської ради Лугинського району Житомирської області.
Станом на 1 вересня 1946 року сільська рада входила до складу Лугинського району Житомирської області, на обліку в раді перебували с. Лугинки та х. Крупчатка.
Ліквідована 11 серпня 1954 року, відповідно до указу Президії Верховної ради Української РСР «Про укрупнення сільських рад по Житомирській області», територію та населені пункти ради приєднано до складу Лугинської сільської ради Лугинського району Житомирської області.